# Bégot & Cail
Bégot & Cail war ein französischer Hersteller von Automobilen.

## Unternehmensgeschichte
Das Unternehmen entstand 1900 als Nachfolgeunternehmen von Bégot & Mazurié, das 1899 in Reims gegründet wurde. 1902 endete die Automobilproduktion.

## Fahrzeuge
Das kleinere Modell besaß einen Einzylinder-Einbaumotor von De Dion-Bouton mit 5 PS Leistung.
Das stärkere Modell hatte einen V2-Motor mit 904 cm³ Hubraum und 7 PS Leistung aus eigener Fertigung. Die Karosserieform Dos-à-dos bot Platz für vier Personen, die Rücken an Rücken saßen. 1901 ersetzte ein Doppelphaeton diese Karosserieform. Beide Modelle verfügten über ein Vierganggetriebe.